# پل (مجموعه داستان)
پل (به عربی: الجسر) یک مجموعه داستان کوتاه نوشته زید مطیع دماج می‌باشد. اولین انتشار آن در سال ۱۹۸۶ بود.